# 橋頭駅
橋頭駅（きょうとうえき）は台湾高雄市橋頭区にある、台湾鉄路公司（台鉄）と高雄捷運の駅である。

## 乗り入れ路線
台湾鉄路公司は縦貫線、高雄捷運は紅線がそれぞれ乗り入れている。
台鉄駅は三等駅であり、区間車のみが停車する。
捷運（高雄捷運）駅の正式名称は橋頭火車站（きょうとうかしゃたん）であり、2012年12月22日までは紅線の終点であった。

## 歴史

### 台鉄橋頭駅
- 1901年5月15日 - 台湾総督府鉄道の橋仔頭乗降場として開業[2]。
- 1902年4月20日 - 橋仔頭停車場に昇格[3]。
- 1920年10月1日 - 橋子頭駅（当時の表記は「橋子頭驛」）と改称[4]。
- 1955年3月1日 - 橋頭駅に改称[5][6]。
- 2008年3月18日 - 日本統治時期の旧駅舎を使用停止し、捷運との共同駅舎に移った。

### 高雄捷運橋頭火車站（橋頭鉄道駅）
- 2008年3月9日 - 捷運紅線の橋頭火車站 - 小港間が正式開通したのに伴って暫定終点駅として開業[7]。
- 2012年12月23日 - この日を以て紅線が当駅から南岡山へ延伸されたため、終点駅ではなくなり、中間駅となった[8]。

## 駅構造
駅舎は自由通路を備える橋上駅舎で、台鉄・捷運の改札口が別個にある。捷運開通前に使用していた台鉄駅舎は捷運開通後に使用を停止した。

### 台湾鉄路
単式・島式ホーム2面3線を持つ地上駅である。

#### のりば
| 1 | 1  | ■西部幹線（上り）     | 中洲・台南・新営方面 |
| 2 | 2A | ■西部幹線（下り）     | 高雄・屏東・潮州方面 |
| 3 | 2B | ■西部幹線（下り待避） | 高雄・屏東・潮州方面 |
| 3 | 2B | ■西部幹線（上り待避） | 中洲・台南・新営方面 |

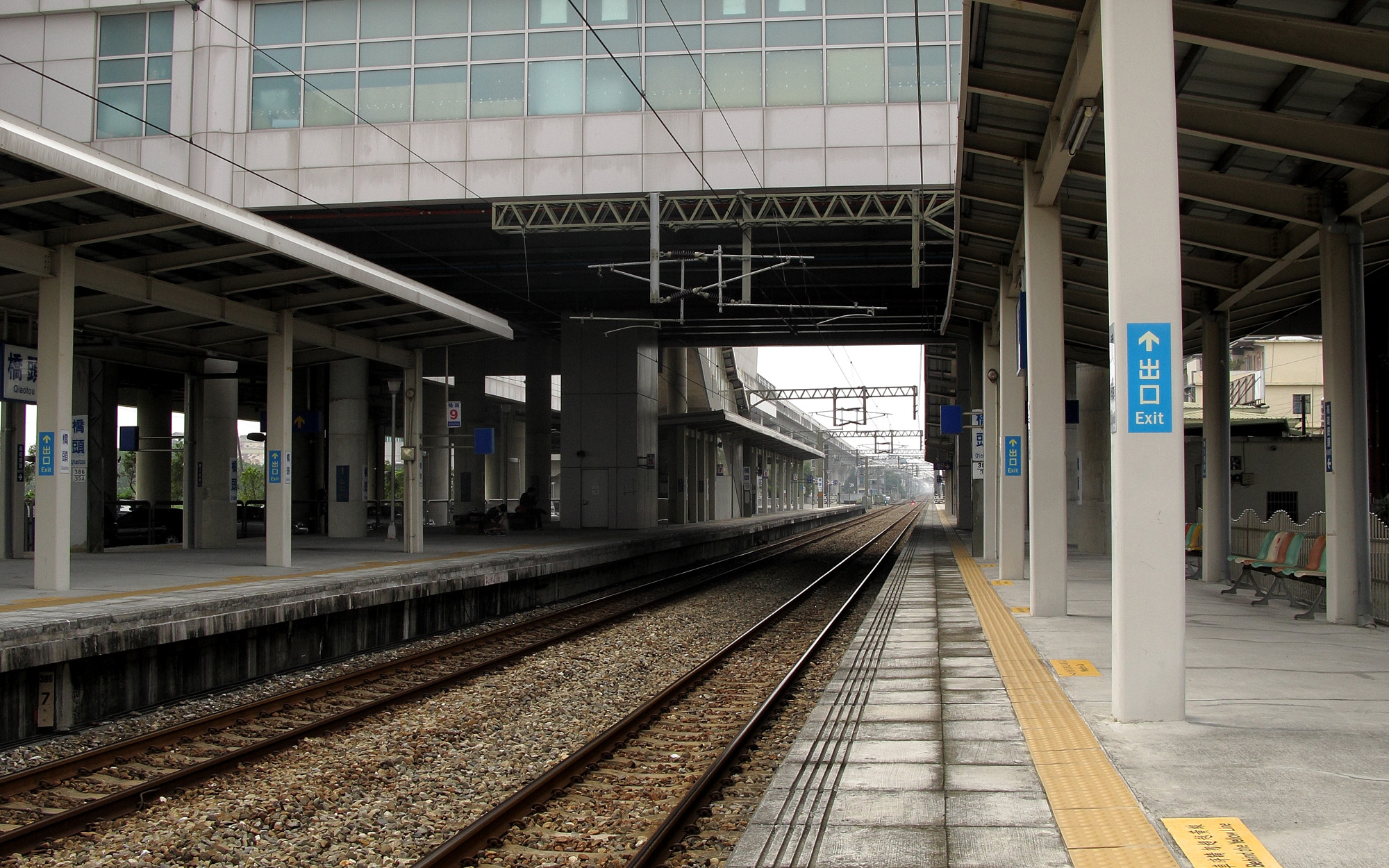
プラットホーム

### 高雄捷運
島式ホーム1面2線を持つ高架駅である。
捷運の駅で最も目立つのが入り口にある巨大な陶器製壁画である《天工開物》であり、台湾の著名な陶芸家である朱邦雄によって製作された。天工開物は幅9メートル、高さ12メートルで1311片の陶板からなり、製作に用いられた陶土は70トンを超えた。

#### のりば
| 1 | ■紅線（下り） | 左営／高鉄・小港方面 |
| 2 | ■紅線（上り） | 岡山駅方面           |

#### 捷運駅出口
1番出口は駅東側、2番出口は駅西側にあり、双方にバリアフリーのエレベーターがある。
- 出口1：橋頭糖廠（製糖工場）
- 出口2：台鉄橋頭駅

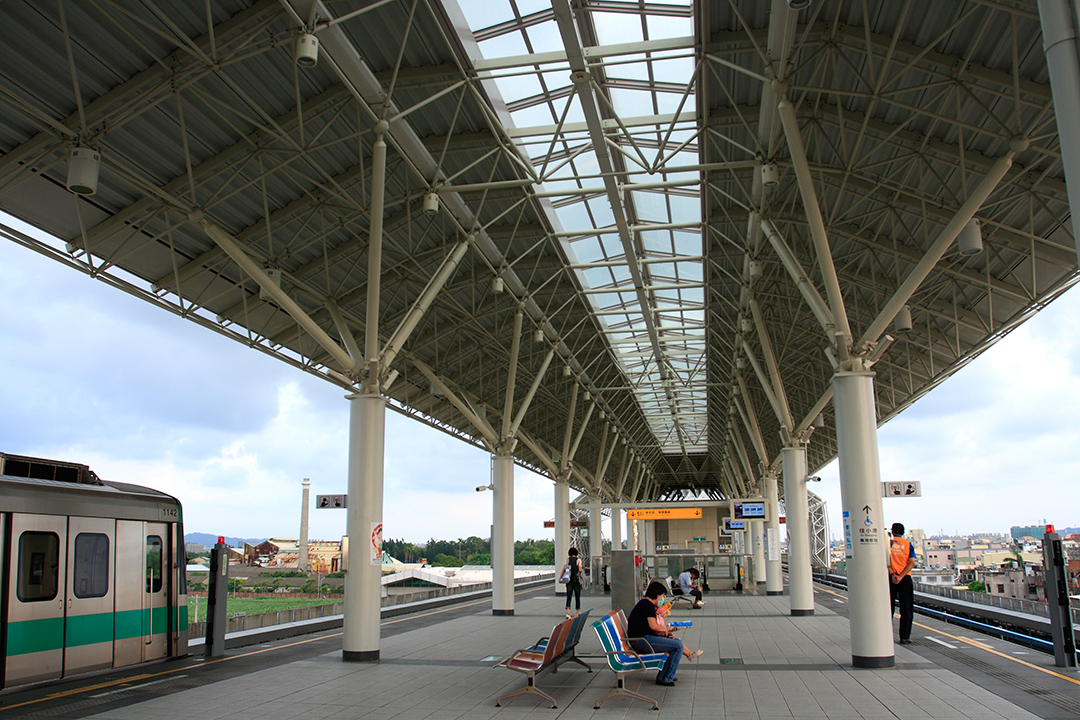
プラットホーム
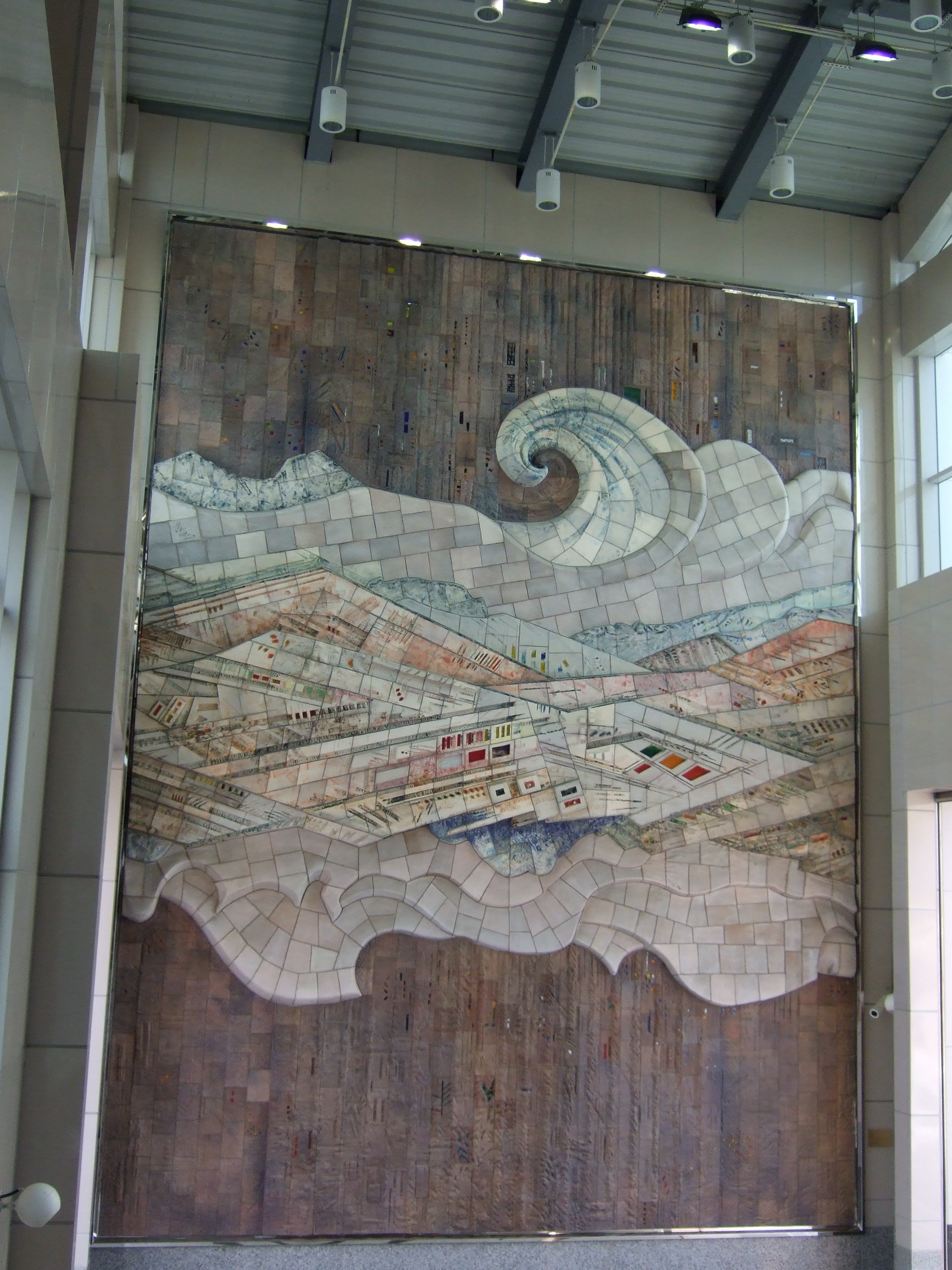
橋頭駅内のパブリックアートである大型陶壁作品の「天工開物」

## 利用状況
岡山、路竹、台南方向の旅客が（捷運から）乗り換える為に、捷運開通後に業績は1.83倍、休日で5.68倍に増加した。高雄捷運の優待（割引）運賃が終了すると、乗換え客が減少すると見込まれるので台鉄は（予定していた）対号列車の停車を取り止めて区間快車を停車させる事にしたが、未だに区間快車は停まらず、区間車のみの停車となっている。
台鉄駅の1日平均利用客数は2015年の統計資料によると2,956人 で、台鉄中77位。
捷運駅の1日平均利用客数は2017年4月の統計資料によると4,439人で、高雄捷運中26位。
| 年       | 年間     | 年間     | 年間     | 年間     | 1日平均  | 1日平均  |
| 年       | 乗車     | 降車     | 乗降車計 | 出典     | 乗車     | 乗降計   |
| -------- | -------- | -------- | -------- | -------- | -------- | -------- |
| 資料なし |          |          |          |          |          |          |
| 1946     | 149,791  | 210,333  | 360,124  | [ * 1 ]  | 410      | 987      |
| 資料なし |          |          |          |          |          |          |
| 1975     | 179,418  | 130,123  | 309,541  | [ * 2 ]  | 492      | 848      |
| 1976     | 160,847  | 110,845  | 271,692  | [ * 3 ]  | 439      | 742      |
| 1977     | 112,081  | 74,618   | 186,699  | [ * 4 ]  | 307      | 512      |
| 1978     | 資料なし | 資料なし | 資料なし | 資料なし | 資料なし | 資料なし |
| 1979     | 資料なし | 資料なし | 資料なし | 資料なし | 資料なし | 資料なし |
| 1980     | 189,196  | 171,622  | 360,818  | [ * 5 ]  | 517      | 986      |
| 1981     | 171,491  | 150,283  | 321,774  | [ * 6 ]  | 470      | 882      |
| 1982     | 193,635  | 170,502  | 364,137  | [ * 7 ]  | 531      | 998      |
| 1983     | 174,955  | 146,670  | 321,625  | [ * 8 ]  | 479      | 881      |
| 1984     | 159,861  | 142,668  | 302,529  | [ * 9 ]  | 437      | 827      |
| 1985     | 131,789  | 121,387  | 253,176  | [ * 10 ] | 361      | 694      |
| 1986     | 102,225  | 95,554   | 197,779  | [ * 11 ] | 280      | 542      |
| 1987     | 96,899   | 93,803   | 190,702  | [ * 12 ] | 265      | 522      |
| 1988     | 97,261   | 86,879   | 184,140  | [ * 13 ] | 266      | 503      |
| 1989     | 96,707   | 85,089   | 181,796  | [ * 14 ] | 265      | 498      |
| 1990     | 95,532   | 81,721   | 177,253  | [ * 15 ] | 262      | 486      |
| 1991     | 95,203   | 88,642   | 183,845  | [ * 16 ] | 261      | 504      |
| 1992     | 116,774  | 114,746  | 231,520  | [ * 17 ] | 319      | 633      |
| 1993     | 144,269  | 147,617  | 291,886  | [ * 18 ] | 395      | 800      |
| 1994     | 125,101  | 135,431  | 260,532  | [ * 19 ] | 343      | 714      |
| 1995     | 126,358  | 143,120  | 269,478  | [ * 20 ] | 346      | 738      |
| 1996     | 141,162  | 158,406  | 299,568  | [ * 21 ] | 386      | 818      |
| 1997     | 146,818  | 170,331  | 317,149  | [ * 22 ] | 402      | 869      |
| 1998     | 166,529  | 169,431  | 335,960  | [ * 23 ] | 456      | 920      |
| 1999     | 265,657  | 194,423  | 460,080  | [ * 24 ] | 728      | 1,260    |
| 2000     | 253,616  | 233,082  | 486,698  | [ * 25 ] | 693      | 1,330    |
| 2001     | 資料なし | 資料なし | 資料なし | 資料なし | 資料なし | 資料なし |
| 2002     | 237,489  | 253,658  | 491,147  | [ * 26 ] | 651      | 1,346    |
| 2003     | 225,159  | 235,663  | 460,822  | [ * 27 ] | 617      | 1,263    |
| 2004     | 239,262  | 252,105  | 491,367  | [ * 28 ] | 656      | 1,343    |
| 2005     | 246,839  | 259,816  | 506,655  | [ * 29 ] | 676      | 1,388    |
| 資料なし |          |          |          |          |          |          |

| 年   |                |                |                |                |                |                |           |           |           |          |          |          |             |             |
| 年   | 台湾鉄路管理局 | 台湾鉄路管理局 | 台湾鉄路管理局 | 台湾鉄路管理局 | 台湾鉄路管理局 | 台湾鉄路管理局 | 高雄捷運  | 高雄捷運  | 高雄捷運  | 高雄捷運 | 高雄捷運 | 高雄捷運 | 計          | 計          |
| 年   | 年間           | 年間           | 年間           | 年間           | 1日平均        | 1日平均        | 年間      | 年間      | 年間      | 年間     | 1日平均  | 1日平均  | 1日平均     | 1日平均     |
| 年   | 乗車           | 降車           | 計             | 出典           | 乗車           | 乗降           | 乗車      | 降車      | 計        | 出典     | 乗車     | 乗降     | 乗車        | 乗降        |
| ---- | -------------- | -------------- | -------------- | -------------- | -------------- | -------------- | --------- | --------- | --------- | -------- | -------- | -------- | ----------- | ----------- |
| 2008 |                |                |                |                |                |                | 919,494   | 881,387   | 1,800,881 | [ 注 1 ] | *2,512   | *4,920   | *3月9日開業 | *3月9日開業 |
| 2009 |                |                |                |                |                |                | 980,088   | 969,557   | 1,949,645 | [ * 31 ] | 2,685    | 5,341    |             |             |
| 2010 | 462,994        | 476,537        | 939,531        | [ * 32 ]       | 1,268          | 2,574          | 1,104,801 | 1,117,986 | 2,222,787 | [ * 33 ] | 3,027    | 6,090    | 4,295       | 8,664       |
| 2011 | 508,364        | 525,033        | 1,033,397      | [ * 34 ]       | 1,393          | 2,831          | 1,337,011 | 1,350,504 | 2,687,515 | [ * 35 ] | 3,663    | 7,363    | 5,056       | 10,194      |
| 2012 | 590,098        | 608,375        | 1,198,473      | [ * 36 ]       | 1,612          | 3,275          | 1,673,026 | 1,690,517 | 3,363,543 | [ * 35 ] | 4,571    | 9,190    | 6,183       | 12,465      |
| 2013 | 581,312        | 610,874        | 1,192,186      | [ * 37 ]       | 1,593          | 3,266          | 1,074,601 | 1,047,911 | 2,122,512 | [ * 35 ] | 2,944    | 5,815    | 4,537       | 9,081       |
| 2014 | 545,526        | 589,026        | 1,134,552      | [ * 38 ]       | 1,495          | 3,108          | 969,426   | 927,448   | 1,896,874 | [ * 35 ] | 2,656    | 5,197    | 4,151       | 8,305       |
| 2015 | 517,096        | 561,850        | 1,078,946      | [ * 39 ]       | 1,417          | 2,956          | 850,322   | 814,594   | 1,664,916 | [ * 35 ] | 2,330    | 4,561    | 3,746       | 7,517       |
| 2016 | 508,148        | 563,164        | 1,071,312      | [ * 40 ]       | 1,388          | 2,927          | 825,788   | 785,233   | 1,611,021 | [ * 35 ] | 2,256    | 4,402    | 3,645       | 7,329       |
| 2017 | 523,124        | 585,711        | 1,108,835      | [ * 41 ]       | 1,433          | 3,038          | 837,433   | 793,330   | 1,630,763 | [ * 35 ] | 2,294    | 4,468    | 3,728       | 7,506       |
| 2018 | 531,187        | 598,555        | 1,129,742      | [ * 42 ]       | 1,455          | 3,095          | 872,717   | 824,960   | 1,697,677 | [ * 35 ] | 2,391    | 4,651    | 3,846       | 7,746       |
| 2019 | 533,503        | 603,173        | 1,136,676      | [ * 43 ]       | 1,462          | 3,114          | 854,859   | 804,284   | 1,659,143 | [ * 35 ] | 2,342    | 4,546    | 3,804       | 7,660       |
| 2020 | 438,527        | 489,036        | 927,563        | [ * 44 ]       | 1,198          | 2,534          | 677,758   | 641,790   | 1,319,548 | [ * 35 ] | 1,852    | 3,605    | 3,050       | 6,140       |
| 2021 | 354,243        | 386,376        | 740,619        | [ 13 ]         | 971            | 2,029          |           |           |           |          |          |          | -           | -           |

## 隣の駅
台湾鉄路
縦貫線南段
岡山駅 - 橋頭駅 - 楠梓駅
高雄捷運
■紅線
岡山高医駅 (R24) - 橋頭火車站駅 (R23) - 橋頭糖廠駅 (R22A)

## 註釈・出典
1. ↑  「火車」は中国語で「汽車」を意味する。「站」は駅の意味も有るが、「加油站」でガソリンスタンド、「収費站」で料金所を示す等、日本語の「駅」以上の幅広い使われ方をする。特に鉄道の駅を指す場合に「火車站」と表示する。
2. ↑  台湾総督府 (0901-05-13). “台湾総督府告示第44号”. 官報. 1901年05月23日 (第5364号 ed.). 大蔵省印刷局. p. 410 国立国会図書館
3. ↑  台湾総督府 (1902-04-18). “台湾総督府告示第46号”. 官報. 1902年05月01日 (第5644号 ed.). 大蔵省印刷局. pp. 4-5 国立国会図書館
4. ↑  台湾総督府 (1920-09-17). “台湾総督府告示第152号”. 官報. 1921年01月19日 (第2537号 ed.). 大蔵省印刷局. p. 322. "大正九年十月一日ヨリ停車場ノ名稱中左ノ通改稱ス" 国立国会図書館
5. ↑  “鐵路十一站下月起改稱”. 商工日報 (國立公共資訊圖書館 數位典藏服務網). (1955年2月24日)
6. ↑  戴震宇 (2005). 《台灣的老火車站》. 台灣地理百科. 遠足文化. ISBN 957304935X
7. ↑  “高雄捷運（地下鉄）紅線が開業”. 台北駐日経済文化代表処. (2008年3月11日)
8. ↑  “高捷南岡山站 陳菊：23日通車”. 新頭殼 newtalk. (2012年12月19日)
9. ↑  "車站基本資料集". 台湾鉄路管理局. 2021年6月27日. 2022年4月13日閲覧。
10. ↑  台湾鉄路管理局. "車站基本資料集". 2018年10月27日時点のオリジナルよりアーカイブ。2018年10月25日閲覧。
11. ↑  "美濃窯 陶壁公共藝術的推手". 高雄市政府新聞局. 2015年4月18日閲覧。
12. ↑  "臺鐵各站客貨運起訖量" (PDF). 交通部臺灣鐵路管理局. 2015年年. 2016年5月30日閲覧。
13. ↑  "表11 各站客貨運起訖量". 臺灣鐵路統計年報 (Report) (中華民國110年 ed.). 交通部臺灣鐵路管理局. 2022年4月. 2022年4月27日時点のオリジナルよりアーカイブ。

統計に関する出典
註釈
1. ↑  3月9日開業後の運営日数は296日だが、統計は有料化開始の4月7日以降269日で算出している[* 30] ）

出典
1. ↑  臺灣省行政長官公署交通處鐵路管理委員會 (1947-05). 臺灣鐵路業務統計要覽 民國35年度. 臺灣省行政長官公署交通處鐵路管理委員會. p. 28 國家圖書館
2. ↑  交通部臺灣鐵路管理局 (1976年6月). 中華民國64年 臺灣鐵路統計年報 各站客貨運狀況 Volume of Passenger & Freight Traffic (Report). 國家圖書館 政府統計資訊網. pp. 44–59.
3. ↑  交通部臺灣鐵路管理局 (1977年6月). 中華民國65年 臺灣鐵路統計年報 各站客貨運狀況 Volume of Passenger & Freight Traffic (Report). 國家圖書館 政府統計資訊網. pp. 26–41.
4. ↑  交通部臺灣鐵路管理局 (1978年6月). 中華民國66年 臺灣鐵路統計年報 各站客貨運狀況 Volume of Passenger & Freight Traffic (Report). 國家圖書館 政府統計資訊網. pp. 46–61.
5. ↑  交通部臺灣鐵路管理局 (1981年6月). 中華民國69年 臺灣鐵路統計年報 各站客貨運狀況 Volume of Passenger & Freight Traffic (Report). 國家圖書館 政府統計資訊網. pp. 70–87.
6. ↑  交通部臺灣鐵路管理局 (1982年6月). 中華民國70年 臺灣鐵路統計年報 各站客貨運狀況 Volume of Passenger & Freight Traffic (Report). 國家圖書館 政府統計資訊網. pp. 68–81.
7. ↑  交通部臺灣鐵路管理局 (1983年6月). 中華民國71年 臺灣鐵路統計年報 各站客貨運狀況 Volume of Passenger & Freight Traffic (Report). 國家圖書館 政府統計資訊網. pp. 62–75.
8. ↑  交通部臺灣鐵路管理局 (1984年6月). 中華民國72年 臺灣鐵路統計年報 各站客貨運狀況 Volume of Passenger & Freight Traffic (Report). 國家圖書館 政府統計資訊網. pp. 64–75.
9. ↑  交通部臺灣鐵路管理局 (1985年6月). 中華民國73年 臺灣鐵路統計年報 各站客貨運狀況 Volume of Passenger & Freight Traffic (Report). 國家圖書館 政府統計資訊網. pp. 66–77.
10. ↑  交通部臺灣鐵路管理局 (1986年6月). 中華民國74年 臺灣鐵路統計年報 各站客貨運狀況 Volume of Passenger & Freight Traffic (Report). 國家圖書館 政府統計資訊網. pp. 66–77.
11. ↑  交通部臺灣鐵路管理局 (1987年6月). 中華民國75年 臺灣鐵路統計年報 各站客貨運狀況 Volume of Passenger & Freight Traffic (Report). 國家圖書館 政府統計資訊網. pp. 64–75.
12. ↑  交通部臺灣鐵路管理局 (1988年6月). 中華民國76年 臺灣鐵路統計年報 各站客貨運狀況 Volume of Passenger & Freight Traffic (Report). 國家圖書館 政府統計資訊網. pp. 62–73.
13. ↑  交通部臺灣鐵路管理局 (1989年6月). 中華民國77年 臺灣鐵路統計年報 各站客貨運狀況 Volume of Passenger & Freight Traffic (Report). 國家圖書館 政府統計資訊網. pp. 42–53.
14. ↑  交通部臺灣鐵路管理局 (1990年6月). 中華民國78年 臺灣鐵路統計年報 各站客貨運狀況 Volume of Passenger & Freight Traffic (Report). 國家圖書館 政府統計資訊網. pp. 46–57.
15. ↑  交通部臺灣鐵路管理局 (1991年6月). 中華民國79年 臺灣鐵路統計年報 各站客貨運狀況 Volume of Passenger & Freight Traffic (Report). 國家圖書館 政府統計資訊網. pp. 48–59.
16. ↑  交通部臺灣鐵路管理局 (1992年6月). 中華民國80年 臺灣鐵路統計年報 各站客貨運狀況 Volume of Passenger & Freight Traffic (Report). 國家圖書館 政府統計資訊網. pp. 48–59.
17. ↑  交通部臺灣鐵路管理局 (1993年6月). 中華民國81年 臺灣鐵路統計年報 各站客貨運狀況 Volume of Passenger & Freight Traffic (Report). 國家圖書館 政府統計資訊網. pp. 48–59.
18. ↑  交通部臺灣鐵路管理局 (1994年6月). 中華民國82年 臺灣鐵路統計年報 各站客貨運狀況 Volume of Passenger & Freight Traffic (Report). 國家圖書館 政府統計資訊網. pp. 50–61.
19. ↑  交通部臺灣鐵路管理局 (1995年6月). 中華民國83年 臺灣鐵路統計年報 各站客貨運狀況 Volume of Passenger & Freight Traffic (Report). 國家圖書館 政府統計資訊網. pp. 58–69.
20. ↑  交通部臺灣鐵路管理局 (1996年6月). 中華民國84年 臺灣鐵路統計年報 各站客貨運狀況 Volume of Passenger & Freight Traffic (Report). 國家圖書館 政府統計資訊網. pp. 58–69.
21. ↑  交通部臺灣鐵路管理局 (1997年6月). 中華民國85年 臺灣鐵路統計年報 各站客貨運狀況 Volume of Passenger & Freight Traffic (Report). 國家圖書館 政府統計資訊網. pp. 64–75.
22. ↑  交通部臺灣鐵路管理局 (1998年6月). 中華民國86年 臺灣鐵路統計年報 各站客貨運狀況 Volume of Passenger & Freight Traffic (Report). 國家圖書館 政府統計資訊網. pp. 66–77.
23. ↑  交通部臺灣鐵路管理局 (1999年6月). 中華民國87年 臺灣鐵路統計年報 各站客貨運狀況 Volume of Passenger & Freight Traffic (Report). 國家圖書館 政府統計資訊網. pp. 64–75.
24. ↑  交通部臺灣鐵路管理局 (2000年6月). 中華民國88年 臺灣鐵路統計年報 各站客貨運狀況 Volume of Passenger & Freight Traffic (Report). 國家圖書館 政府統計資訊網. pp. 64–75.
25. ↑  交通部臺灣鐵路管理局 (2001年6月). 中華民國89年 臺灣鐵路統計年報 各站客貨運狀況 Volume of Passenger & Freight Traffic (Report). 國家圖書館 政府統計資訊網. pp. 64–75.
26. ↑  交通部臺灣鐵路管理局. 中華民國91年 臺灣鐵路統計年報 各站客貨運狀況 Volume of Passenger & Freight Traffic (Report). 國家圖書館 政府統計資訊網. pp. 66–67. ISSN 1683-5913。
27. ↑  交通部臺灣鐵路管理局. 中華民國92年 臺灣鐵路統計年報 各站客貨運狀況 Volume of Passenger & Freight Traffic (Report). 國家圖書館 政府統計資訊網. pp. 68–69. ISSN 1683-5913。
28. ↑  交通部臺灣鐵路管理局. 中華民國93年 臺灣鐵路統計年報 各站客貨運狀況 Volume of Passenger & Freight Traffic (Report). 國家圖書館 政府統計資訊網. pp. 68–69. ISSN 1683-5913。
29. ↑  交通部臺灣鐵路管理局. 中華民國94年 臺灣鐵路統計年報 各站客貨運狀況 Volume of Passenger & Freight Traffic (Report). 國家圖書館 政府統計資訊網. pp. 62–63. ISSN 1683-5913。
30. ↑  （繁体字中国語）高雄捷運公司 (2009年1月10日). "高雄都會區大眾捷運系統各站旅運量統計表" (PDF). 高雄市政府交通局. p. 10. 2019年5月5日閲覧。
31. ↑  （繁体字中国語）"高雄都會區大眾捷運系統各站旅運量統計表 中華民國98年" (PDF). 高雄市政府捷運工程局. 2009年1月10日. p. 13. 2019年10月27日閲覧。
32. ↑  99年報 各站客貨運起訖量 - ウェイバックマシン（2011年12月29日アーカイブ分） 台湾鉄路管理局
33. ↑  （繁体字中国語）"高雄都會區大眾捷運系統各站旅運量統計表 中華民國99年" (PDF). 高雄市政府捷運工程局. p. 13. 2019年10月27日閲覧。
34. ↑  100年報 各站客貨運起訖量 - ウェイバックマシン（2012年6月16日アーカイブ分） 台湾鉄路管理局
35. ↑  （繁体字中国語）"高雄都會區大眾捷運系統各站旅運量-年 依 年, 捷運站別 與 入出站". 高雄市政府交通局. 2021年3月12日. 2021年3月12日閲覧。 高雄市統計資訊服務網
36. ↑  101年報 各站客貨運起訖量 - ウェイバックマシン（2013年6月2日アーカイブ分） 台湾鉄路管理局
37. ↑  102年報 各站客貨運起訖量 - ウェイバックマシン（2014年5月14日アーカイブ分） 台湾鉄路管理局
38. ↑  103年報 各站客貨運起訖量 - ウェイバックマシン（2015年9月24日アーカイブ分） 台湾鉄路管理局
39. ↑  104年報 各站客貨運起訖量 - ウェイバックマシン（2016年7月5日アーカイブ分） 台湾鉄路管理局
40. ↑  105年報 各站客貨運起訖量 - ウェイバックマシン（2017年8月19日アーカイブ分） 台湾鉄路管理局
41. ↑  "106年報 各站客貨運起訖量  Volume of Passenger & Freight Traffic". 臺灣鐵路管理局. 2019年5月5日閲覧。
42. ↑  "107年報 各站客貨運起訖量  Volume of Passenger & Freight Traffic". 臺灣鐵路管理局. 2019年5月25日閲覧。
43. ↑  "108年報 各站客貨運起訖量 Volume of Passenger & Freight Traffic". 臺灣鐵路管理局. 2020年5月13日閲覧。
44. ↑  "109年報 各站客貨運起訖量 Volume of Passenger & Freight Traffic". 臺灣鐵路統計年報 (Report) (中華民國109年 ed.). 臺灣鐵路管理局. 2021年5月12日閲覧。